# Сведелиус, Юлия
Юлия Мария Сведелиус урождённая фон Хейне (швед. Julia Svedelius; 2 февраля 1870, диоцез Стренгнеса, лен Сёдерманланд — 6 июля 1955, Стокгольм) — шведская писательница, общественный деятель. Одна из зачинателей женского движения в Швеции.

## Биография
Родилась в семье офицера. Позже училась в Университете Монпелье во Франции. Активно занималась общественной работой для Красного Креста. В 1923—1936 годах заведовала домом для престарелых в Стокгольме.
Занималась организацией Работных домов.

## Творчество
Автор рассказов, повестей, романов, в том числе, для детей.

## Избранные произведения
- Kejsarprinsen som inte kunde leka…
- Eva Kurks dotter : barndoms- och ungdomsår.
- Små sagospel för barn och ungdom.
- Guldets gåvor
- Raunala
- Trippalätt och Klumpapå
- Vägröjare

За приверженность Красному Кресту и работным домам была в 1914 года награждена медалью Иллис кворум, позже золотой медалью Красного Креста.